# Commission d'enquête parlementaire en Suisse
Pour les articles homonymes, voir CEP.

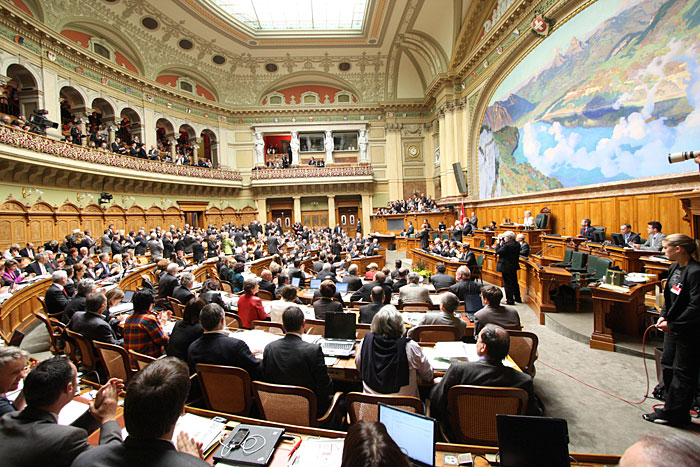
Le pouvoir de créer une commission d'enquête parlementaire appartient à l'Assemblée fédérale (le parlement suisse).

En Suisse, une commission d'enquête parlementaire (CEP, parfois appelée PUK de l'allemand Parlamentarische Untersuchungskommission) est une commission d'enquête parlementaire instituée par l'Assemblée fédérale pour faire la lumière sur des événements d'une grande portée,.
Le travail d'une commission d'enquête parlementaire s'inscrit dans les tâches de haute surveillance exercées selon la Constitution suisse par l'Assemblée fédérale sur les autres organes fédéraux. Cinq de ces commissions ont été instituées à ce jour (état en mai 2025).
Des parlements cantonaux peuvent également instituer une commission d'enquête parlementaire cantonale.

## Historique
La base légale sur laquelle se fonde le travail d'une commission d'enquête parlementaire (CEP) a été créée à la suite de la première commission, instituée en 1964.
Cinq CEP ont été constituées entre 1964 et 2023 :
- 1964 : pour enquêter sur l'affaire des Mirages, c'est-à-dire les dépassements de budget lors de l'achat d'avions de combat par l'armée suisse ;
- 1989 : pour enquêter sur la direction du Département fédéral de justice et police, en relation avec la démission de la conseillère fédérale Elisabeth Kopp (cette enquête déclenchera le scandale des fiches) ;
- 1990 : pour enquêter, à la suite du scandale des fiches, sur les activités du Département militaire fédéral en relation avec les renseignements et la sécurité, en particulier celles de la P-26[7]  ;
- 1995 : pour enquêter sur la gestion de la Caisse fédérale de pensions et du conseiller fédéral qui en était responsable, Otto Stich[7].
- 2006 pour mener l'enquête sur l'opération Memphis suite aux révélations de Claude Covassi[8], elle publie en 2007 un rapport de 72 pages sur le sujet[9].
- 2023 : pour enquêter sur le rachat de Crédit Suisse par UBS[10].